# 派遣元責任者
派遣元責任者（はけんもとせきにんしゃ）とは、労働者派遣事業の適正な運営の確保及び派遣労働者の就業条件の整備等に関する法律（労働者派遣法）第36条の規定により、登録を受けた労働者派遣事業者（派遣元事業主）により選任され、次の業務を行う者をいう。

## 業務概要
1. 労働者派遣法第32条、第34条、第35条及び第37条に定める事項に関すること。
2. 当該派遣労働者に対し、必要な助言及び指導を行うこと。
3. 当該派遣労働者から申出を受けた苦情の処理に当たること。
4. 当該派遣労働者等の個人情報の管理に関すること。
5. 当該派遣労働者についての教育訓練の実施及び職業生活の設計に関する相談の機会の確保に関すること。
6. 当該派遣労働者の安全及び衛生に関し、当該事業所の労働者の安全及び衛生に関する業務を統括管理する者及び当該派遣先との連絡調整を行うこと。
7. 前号に掲げるもののほか、当該派遣先との連絡調整に関すること。

## 選任の要件
- 未成年者でなく、労働者派遣事業の適正な運営の確保及び派遣労働者の就業条件の整備等に関する法律第6条の第1号、第2号、第4~9号に定める欠格事由に該当しないこと
- 過去3年以内に、派遣労働者に係る雇用管理の適正な実施のために必要な知識を習得させるための講習として厚生労働大臣が定めるものを修了していること。
- 精神の機能の障害により派遣元責任者の業務を適正に行うに当たって必要な認知、判断及び意思疎通を適切に行うことができない者でないこと。

## 講習会
日本人材派遣協会、全国放送関連派遣事業協会、労務管理教育センター、日本添乗サービス協会、日本機械設計工業会、オピニオン、派遣アットマークステーション協同組合、個別労使紛争処理センター、オファーズ、労働新聞社、ウェルネット、関西環境開発センター、労務経営支援協会、全国シルバー人材センター事業協会、オープンリソース、サポルテ、フィールドプランニングが実施している。

## 受講資格
指定なし。一般労働者派遣事業の事業者は受講しなくてはならないが、特定労働者派遣事業のみを行っている事業者は受講してなくてもよい。